# Easyjet

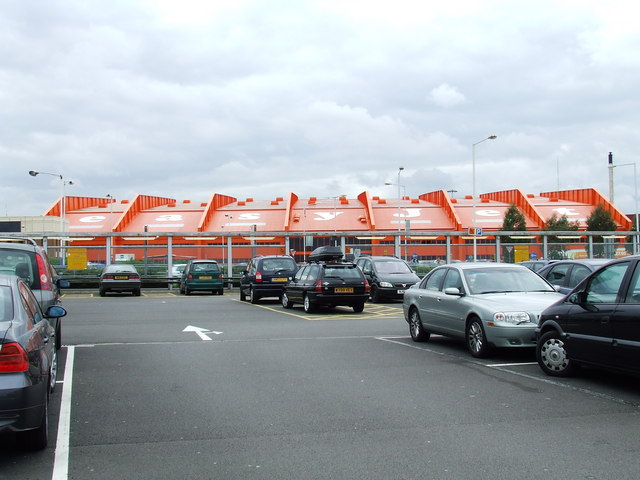
Sediul Easyjet la Hangar 89 de la Aeroportul Luton.

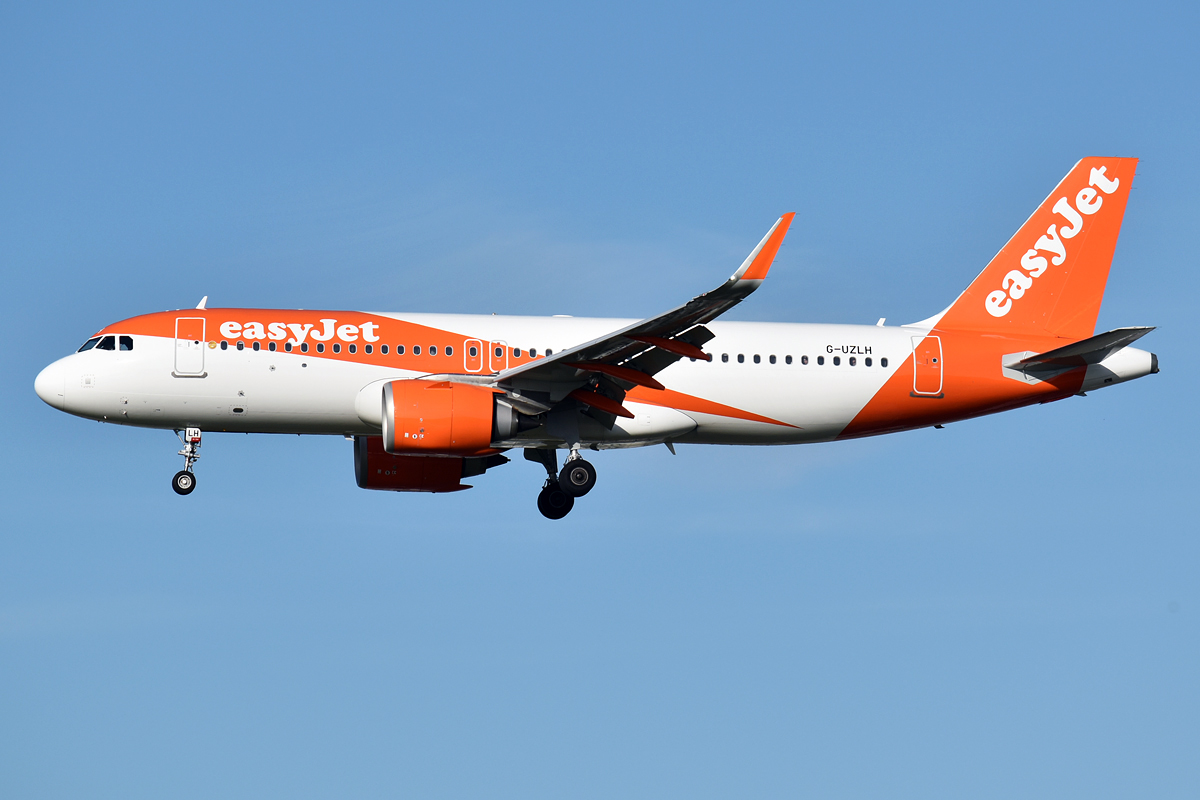
Airbus A320 neo aparținând Easyjet.

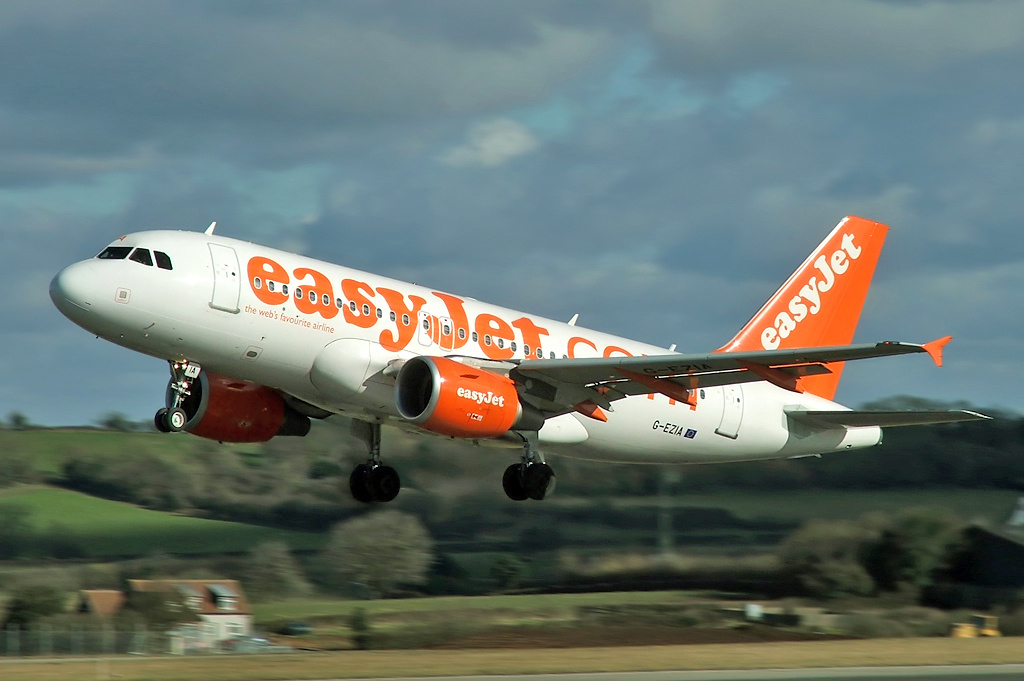
Airbus A319 decolând în 2006

EasyJet plc (abreviat easyJet) (LSE: EZJ) este o companie aeriană low-cost cunoscută oficial ca easyJet Airline Company Limited, cu baza la Aeroportul Londra Luton. Este una dintre cele mai mari companii aeriene low-cost în Europa, cu zboruri interne și internaționale cu peste 920 de rute între 34 de țări și 153 de orașe europene.

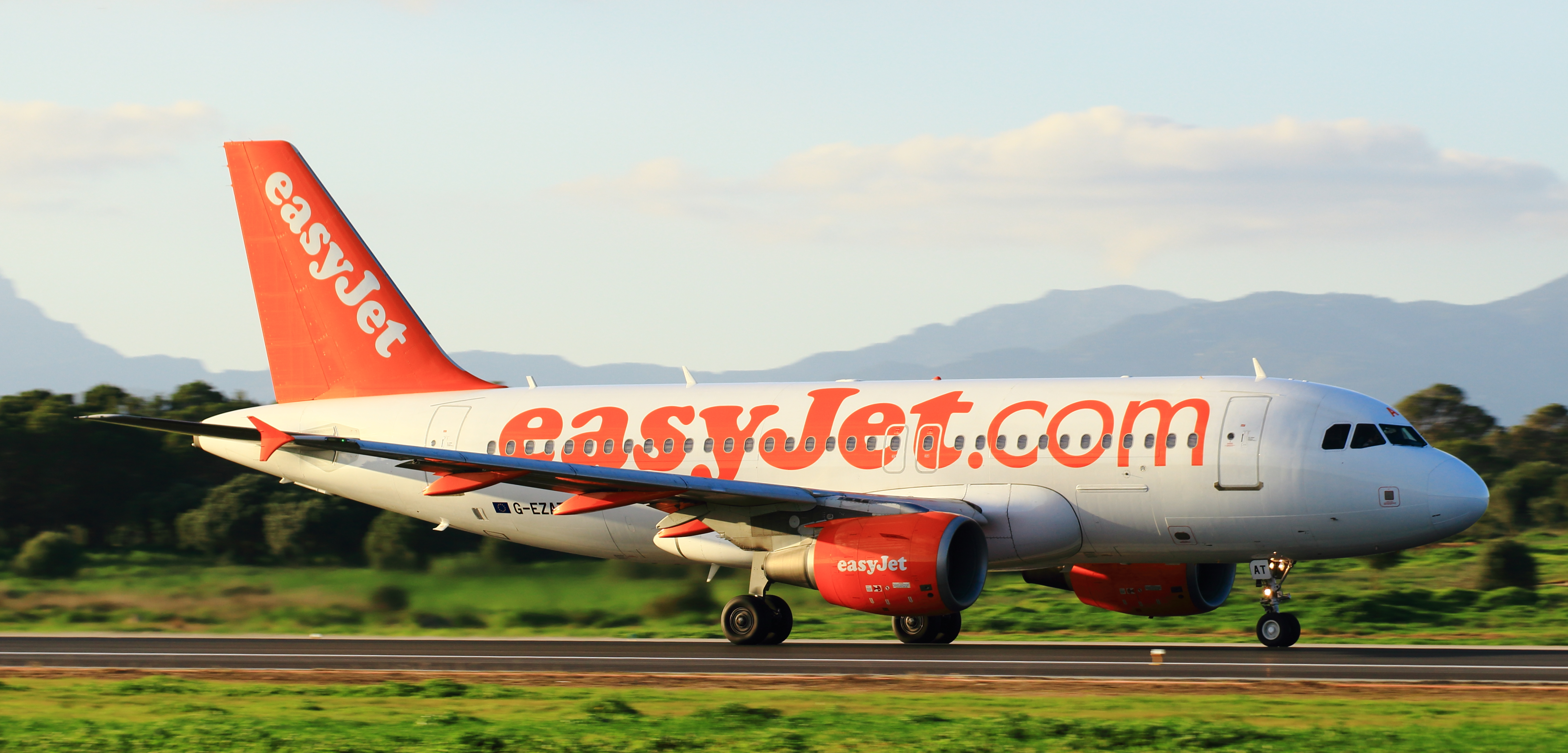

În anul 2022, EasyJet a transportat 69,7 milioane de pasageri, fiind al doilea mare operator low-cost din Europa, după Ryanair.
EasyJet plc este listată la bursa din Londra și face parte din indicele FTSE 250. EasyGroup Holdings Ltd (vehiculul de investiții al fondatorului companiei aeriene, omul de afaceri greco-cipriot Stelios Haji-Ioannou și familia sa) este cel mai mare acționar cu o participație de 29,998% (din iunie 2020).  Are aproximativ 14.000 de angajați, cu sediul în toată Europa, dar în principal în Marea Britanie.
EasyJet a cunoscut o expansiune de la înființarea sa în 1995, după ce a crescut printr-o combinație de achiziții ,  și deschideri de bază alimentate de cererea consumatorilor pentru călătorii cu avionul cu preț redus. Grupul, împreună cu companiile asociate EasyJet UK , EasyJet Europe și EasyJet Switzerland , operează peste 300 de avioane.La momentul acela avea 29 de baze în toată Europa, cea mai mare fiind Aeroportul Londra Gatwick. În 2014, compania aeriană transporta peste 65 de milioane de pasageri,  devenind a doua cea mai mare companie aeriană bugetară din Europa după numărul de pasageri transportați, în spatele Ryanair. 
EasyJet a fost prezentat în seria de televiziune Airline difuzată pe ITV, care a urmat operațiunile companiei aeriene la Londra Luton și mai târziu la alte baze. Programul său de formare a pilotului a făcut obiectul unei alte serii de televiziune ITV, easyJet: Inside the Cockpit , care a avut premiera în august 2017. 
La 30 martie 2020, EasyJet și-a împământat întreaga flotă de avioane din cauza pandemiei COVID-19.Ulterior au închis trei dintre bazele lor rămânând cu 27. 

### Origini și formare
EasyJet își are rădăcinile în activitatea de afaceri a greco - cipriotului Stelios Haji-Ioannou , care ar fi câștigat un interes pentru afacerea aviatică după ce a fost abordat ca potențial investitor în francizul grec al Virgin Atlantic . Recunoscând o nișă liberă pe piață, Stelios a decis să examineze perspectivele pentru lansarea propriei companii aeriene, după ce și-a asigurat un angajament de 5 milioane de lire sterline (7,7 milioane de dolari) de la tatăl său.  În timp ce studia diverse modele de afaceri din industrie, Stelios s-a interesat semnificativ de operatorul american Southwest Airlines, care adoptase cu succes practica elasticității prețurilor pentru a fi competitiv cu autobuzele în mod tradițional mai ieftine și pentru a atrage clienți care în mod normal nu ar fi luat în considerare călătoriile cu avionul. Acest principiu a devenit o piatră de temelie a operațiunilor EasyJet. 
În 1995, EasyJet a fost înființată de Stelios, fiind prima companie din ceea ce va deveni ulterior conglomeratul easyGroup . La lansare, a angajat doar 70 de persoane; compania avea sediul la Aeroportul Luton din Londra , care era folosit în mod tradițional doar de zborurile charter .  Pentru a încuraja compania, Luton Airport a ales să ofere EasyJet utilizarea gratuită a unei clădiri de 15.000 de metri pătrați pentru sediul său, pe care a numit-o easyLand ; stilul său de management a caracterizat o cheltuială minimă , cum ar fi implementarea timpurie a conceptului de birou fără hârtie .  EasyJet a operat inițial o pereche de închiriate pe teren umed Avioane Boeing 737-200 , capabile să stea 130 de pasageri. Acestea au fost zburate pe două rute: Luton către Glasgow și Edinburgh . La început, EasyJet a funcționat ca o „companie aeriană de hârtie”, aeronava însăși fiind zburată și întreținută sub contract de închiriere. 
Activitatea promoțională timpurie s-a concentrat pe prețul relativ scăzut al companiei aeriene în comparație cu operatorii titulari.  În primul an, easyJet ar fi transportat aproximativ 40.000 de pasageri. 
În aprilie 1996, prima aeronavă deținută integral a fost livrată către EasyJet, permițând prima rută internațională a companiei, către Amsterdam , care a fost operată în competiție directă cu companiile aeriene rivale British Airways (BA) și transportatorul de pavilion olandez KLM.Concurenții au răspuns la EasyJet emergent în diferite moduri; în timp ce BA a fost în mare măsură indiferentă, KLM ar fi ales să răspundă cu o strategie de stabilire a prețurilor care a condus la o anchetă a Uniunii Europene asupra practicilor concurențiale neloiale.  În ciuda presiunii comerciale din partea sectorului emergent, companiile aeriene tradiționale nu au fost în măsură să adopte direct practici similare cu EasyJet datorită protecției viguroase a privilegiilor existente ale angajaților de către sindicate. 
Până în octombrie 1997, toate avioanele EasyJet erau operate de GB Airways și, ulterior, de Monarch Airlines și Air Foyle , deoarece EasyJet nu primise încă certificatul de operator aerian. 